# سائول لارا
سائول لارا (انگلیسی: Saúl Lara; ۱۸ مارس ۱۹۸۲ – ۱۵ ژوئیهٔ ۲۰۱۴) بازیکن فوتبال اهل اسپانیا بود.